# Чемпіонат Швеції з бенді 1908
 Чемпіонат Швеції з бенді: 1908 — 2-й сезон турніру з хокею з м'ячем (бенді), який проводився за кубковою системою. 
Переможцем змагань став клуб  «Юргорден» ІФ (Стокгольм).

## Турнір

### Півфінал
- Естерйотландс БФ – Седерманландс БФ 4:0
- «Юргорден» ІФ (Стокгольм) – Єстрікландс БФ 4:1

### Фінал
1 березня 1908 року, Норрчепінг
- «Юргорден» ІФ (Стокгольм) – Естерйотландс БФ 3:1